# 彭羅斯 (北卡羅萊納州)
彭羅斯（英語：Penrose）是位於美國北卡羅萊納州特蘭西瓦尼亞縣的非建制地區。

## 歷史
彭羅斯的郵局自1889年營運至今。

## 地理
彭羅斯所處的海拔為高於海平面642米（即2106英呎），而該地所採用的時區為UTC-5，即北美东部时区（EST）。同時該地設有夏令時間，為UTC-5調快一小時，即UTC-4（EDT）。